# زرخ‌فلید
زرخ‌فلید (به هلندی: Zorgvlied) یک منطقهٔ مسکونی در هلند است که در وسترفلد واقع شده‌است. زرخ‌فلید c نفر جمعیت دارد.